# Emilio Lozoya Austin

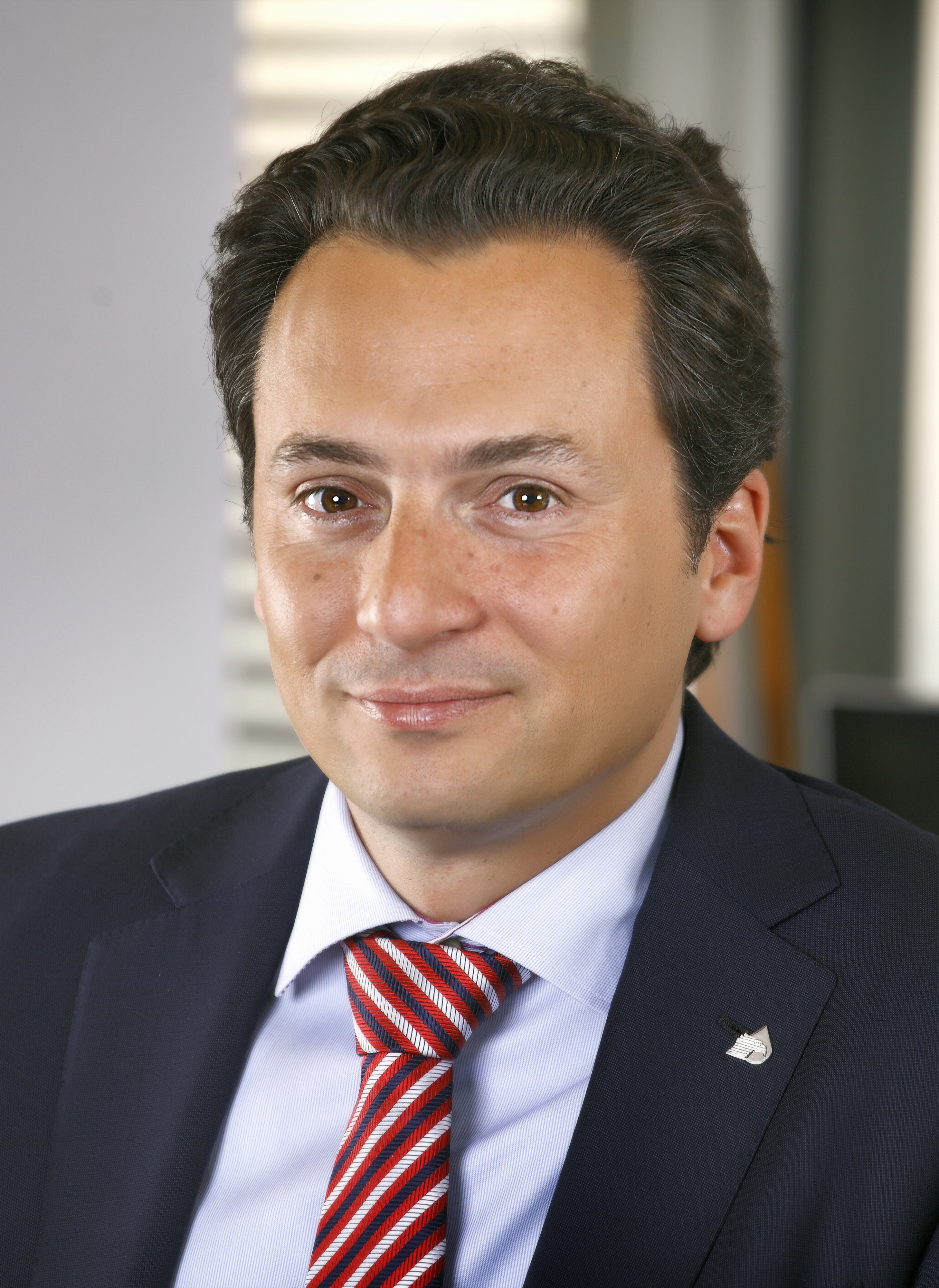
Emilio Lozoya Austin (2014)

Emilio Lozoya Austin (* 1975 in Mexiko-Stadt) ist ein mexikanischer Volkswirt und Politiker, ehemaliger Chef des mexikanischen Ölstaatskonzern Pemex, und ehemaliger Direktor in der Kampagne des Enrique Peña Nieto, Präsident Mexikos von 2012 bis 2018. Er war auch Direktor im Weltwirtschaftsforum (World Economic Forum). Er ist der Sohn von Emilio Lozoya Thalmann und Enkel von Jesús Lozoya Solís. Seine Ehefrau, Marielle Eckes, ist eine der Erbin der Granini Dynastie.

## Leben
Emilio Lozoya Austin studierte Volkswirtschaft am Instituto Tecnológico Autónomo de México (ITAM) und Rechtswissenschaften an der Universidad Nacional Autónoma de México (UNAM) sowie von 2001 bis 2003 für einen Master in Public Administration in International Development (Internationale Entwicklung) an der Harvard University. Von 2003 bis 2005 war er als Handlungsbevollmächtigter für Investitionen für Structured Finance and Distressed Assets Units in der Inter-American Investment Corporation tätig, dem privaten Arm der Interamerikanischen Entwicklungsbank, wobei er sich auf örtliche Devisenprojekte in den Kapitalmärkten sowie auf verschiedene Industrien der Region konzentrierte. Von 1999 bis 2001 investierte er bei der Banco de México internationale Reserven in distinct securities und war von 2002 bis 2005 als Mitbegründer bei TerraDesign, einer Neugründung der Harvard Business School, die sich auf sozialen Wohnungsbau mit Projekten in Senegal und Mexiko konzentriert. Lozoya Austin ist Autor von Studien über Währungspolitik, Wohnungsmärkte, Wirtschaftlichkeit der öffentlichen Ordnung, Bildung in Informatik, Wahlsysteme.

## Korruptionsskandal im Zusammenhang mit Odebrecht und Pemex
Seit August 2019 wurde Emilio Lozoya im Zuge des Odebrecht-Skandals per internationalem Haftbefehl gesucht.
Am 12. Februar 2020 wurde Lozoya von der spanischen Polizei in Malaga festgenommen. Ihm wird seitens der Mexikanischen Regierung Betrug in Höhe von 280 Millionen Dollar und Bestechlichkeit vorgeworfen. Im Zuge des Odebrechtskandals soll Lozoya 10 Millionen Dollar angenommen haben. Er wurde wegen Fluchtgefahr in Untersuchungshaft genommen, da er außerdem bei seiner Festnahme einen gefälschten Ausweis vorzeigte.
Bereits im Juli 2019 wurde seine Mutter Gilda Austin in Deutschland wegen Geldwäsche und Bildung einer kriminellen Vereinigung festgenommen.